# Jair Rosa Pinto
Jair Rosa Pinto (Quatis, 21 de março de 1921 – Rio de Janeiro, 28 de julho de 2005), foi um dos principais futebolistas brasileiros das décadas de 1940 e 1950 e ídolo histórico de Flamengo, Palmeiras, Santos e Vasco.

## Estilo de Jogo
Jair era um meia canhoto de lançamentos longos, precisos e chute forte. De acordo com Jim López: "Jair é um jogador cujas características são cem por cento de armador, jogando atrasado, lançando os companheiros." Para Pelé: "O Jair era excelente lançador. Ele falava para gente certas coisas, ele já era experiente, várias vezes falava assim: "Você é burro, já falei, quando eu olhar para um lado, você corre para o outro que eu vou meter ali e nós engamos o adversário.". Pepe: "Quem não viu o Jair jogar, viu o Gérson, o canhotinho tinha muito o Jair da Rosa Pinto." A força no chute o fez ser apelidado de "Coice de Mula".
Especialista em bola parada, era o cobrador de faltas nas equipes que atuou. Fez dois gols de falta direita no Campeonato Sul-Americano de Futebol de 1949, competição em que de acordo com o Globo Sportivo, foi seu auge técnico.. Marcou 5 gols em cobranças de falta em 3 edições da Copa América (16 jogos). 
Pepe: "Ele me ensinou: "Pepe, você tem que bater com três dedos, tira o dedão e o outro que sai com efeito". E eu comecei a treinar com três dedos e daí pra frente comecei a marcar muito mais gols de falta, coisa que aprendi com o Jair da Rosa Pinto."

## Carreira

### Primeiros anos
Era conhecido como Jajá de Barra Mansa, em alusão a sua cidade natal. Hoje o distrito em que nasceu se emancipou com o nome de Quatis. Jogou nas categorias de base do Barra Mansa e do Vasco da Gama, como amador. Saiu das categorias de base do Vasco, por haver atletas demais, segundo o próprio jogador.

### Vasco da Gama
Começou a carreira profissional no Madureira, atuando como meia-esquerda, em 1938, quando formou um trio com os jogadores Lelé e Isaías, conhecido como Os Três Patetas. O trio fez tanto sucesso que acabou sendo contratado pelo Vasco da Gama em 1943, participando do Expresso da Vitória, considerado um dos maiores elencos da história do clube. Pelo Vasco fez 92 jogos, marcando 28 gols. É de uma família de campeões em São Januário, seu Irmão mais velho, o ponta-esquerda Orlando Rosa Pinto (ídolo do Vasco entre as décadas de 30/40 e campeão carioca de 1934 e 1936) e seu sobrinho, o atacante Roberto Pinto (Campeão Carioca 56/58 e Rio São Paulo 1958).

### Flamengo
Em 1946, saiu do Vasco e foi para o Flamengo, segundo ele, por receber menos que outros jogadores no elenco.

### Palmeiras
Do Flamengo se transferiu para o Palmeiras em 1949, após a acusação de ter sido subornado no jogo em que o clube perdeu de 5x2 para o Vasco e ter tido sua camisa queimada pela torcida. Segundo Jajá, tudo não passou de um mal entendido espalhado pelo rubro-negro Ary Barroso, devido a um almoço entre ele e Major Póvoas, dirigente vascaíno da época.
No clube do Parque Antártica, Jair ganhou a Copa Rio de 1951, o Paulistão de 1950 e o Torneio Rio-São Paulo de 1951.
A passagem marcante no Palmeiras foi na final do Paulistão de 1950, quando o Alviverde enfrentou o São Paulo na final e precisava de um empate para ser campeão. No 1º tempo, o Tricolor abriu o placar. No intervalo, Jair gritou com o time pedindo raça e, incentivando os palestrinos, ocorreu o empate debaixo de uma chuva torrencial no Pacaembu e com muita lama. Ao fim do jogo, os palestrinos saíram campeões, impedindo o tricampeonato do São Paulo. E a torcida, às lágrimas, comemorou carregando Jair, num dia de festa na cidade de São Paulo. O fato ficou conhecido como o "Jogo da Lama" e está registrado como um dia em que o Palmeiras venceu o campeonato com muita garra.

### Santos
Em 1956, foi para o Santos, onde venceu três Campeonatos Paulistas (1956, 1958 e 1960). Ainda em 1957, voltou a vestir a camisa do Vasco da Gama num combinado Vasco-Santos, numa série de três amistosos no Maracanã. Jair jogou no Santos já quando veterano (tinha quase 40 anos), mas é lembrado até hoje como membro da melhor linha do Santos (que não tinha Mengálvio e Coutinho). O melhor ataque do Santos foi a que o Palmeiras enfrentou no famoso 7x6 do Torneio Rio-São Paulo de 1958, formada por Dorval, Jair, Pagão, Pelé e Pepe. Esse ataque bateu o recorde de gols do paulistão em 58, com 143 gols, e o aumentou em 59 para 151 gols.

### Seleção Brasileira
Jair atuou em 41 partidas pela Seleção Brasileira (39 oficiais), com 25 vitórias, cinco empates, onze derrotas, marcando 24 gols (22 oficiais). 
No Campeonato Sul-Americano de Futebol de 1945 liderou o Brasil em assistências, com 4 em 6 jogos, e marcou um gol cobrando falta. Marcou outros dois gols cobrando faltas no Campeonato Sul-Americano de Futebol de 1946.
Foi o artilheiro da Copa América de 1949, com 9 gols (2 em cobranças diretas de falta), recorde até hoje não batido. Além de ter distribuído 5 assistências. Foi o jogador com mais participações para gol nesse torneio. 
Jair fez 2 gols e 5 assistências na Copa do Mundo de 1950 e foi escolhido para o All-Star Team da competição em que o Brasil foi vice-campeão. Sobre a derrota para o time do Uruguai, na final travada no estádio do Maracanã, Jair declararia: "Isso eu vou levar para a cova, mas, lá em cima, perguntarei para Deus por que perdemos o título mais ganho de todas as copas, desde 1930". Apesar da seleção não usar numeração fixa naquela copa, Jair usava a camisa 10 sempre que jogava, portanto é tido como o primeiro jogador a usar a camisa 10 da seleção em copas do mundo. Ele é amplamente considerado como um dos maiores jogadores de futebol brasileiro de todos os tempos.

### Últimos clubes e carreira de treinador
Ainda jogou com brilho no São Paulo e depois na Ponte Preta, onde encerrou a carreira em 1963, aos 42 anos. Foi ainda técnico de oito clubes, mas sem conseguir alcançar o sucesso que teve como jogador.

## Vida pós-futebol
Depois de aposentado, estabeleceu-se no bairro da Tijuca, onde era um popular frequentador dos cafés da Praça Sáenz Peña. Jair morreu aos 84 anos, de embolia pulmonar após uma cirurgia, e teve seu corpo cremado.
Seu nome inspirou o nome do ex-presidente do Brasil, Jair Bolsonaro, que também nasceu em 21 de março e cujo pai, Percy Geraldo Bolsonaro, era torcedor do Palmeiras.

## Títulos
Barra Mansa
- Taça da Prefeitura Municipal: 1938

Vasco da Gama
- Campeonato Carioca: 1945
- Torneio Início do Rio de Janeiro: 1944 e 1945
- Torneio Municipal de Futebol do Rio de Janeiro: 1944, 1945 e 1946
- Torneio Relâmpago: 1944 e 1946

Palmeiras
- Copa Rio: 1951
- Torneio Rio-São Paulo: 1951
- Campeonato Paulista: 1950
- Taça Cidade de São Paulo: 1950, 1951

Santos
- Torneio Rio-São Paulo: 1959[16]
- Campeonato Paulista: 1956, 1958, 1960
- Taça dos Campeões Estaduais de São Paulo e do Rio de Janeiro: 1957

Seleção Carioca
- Campeonato Brasileiro de Seleções Estaduais: 1944 e 1946

Seleção Paulista
- Campeonato Brasileiro de Seleções Estaduais: 1954

Seleção Brasileira
- Copa América: 1949
- Copa Rio Branco: 1947 e 1950
- Copa Roca: 1945

### Artilharias
- Copa América de 1949 (9 gols)